# Asse ferroviario Berlino-Palermo

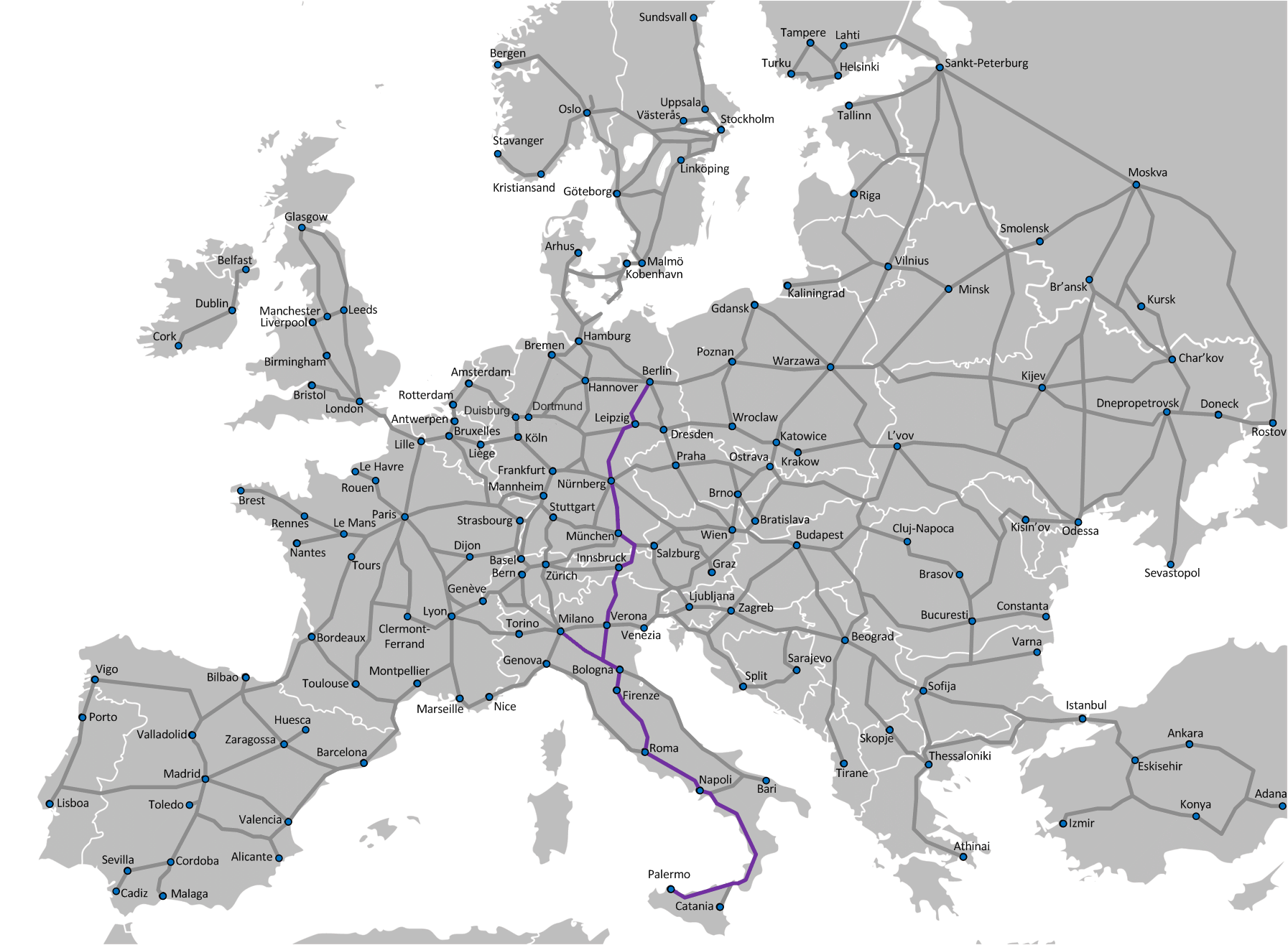
Il corridoio ferroviario previsto ad alta velocità Berlino-Palermo

L'asse ferroviario Berlino-Palermo (in tedesco Eisenbahnachse Berlin–Palermo) è il progetto n. 1 della rete ferroviaria transeuropea ad alta velocità (TEN-R), che prevede la realizzazione di una rete di 2 200 km di linea ferroviaria ad alta velocità tra Berlino e Palermo. È designato come uno dei principali collegamenti di trasporto che collega l'Europa centrale e meridionale, attraversando la Germania, l'Austria e l'Italia.

## Tracciato e sezioni
Da Berlino la linea raggiungerà la regione metropolitana della Germania centrale ad Halle / Lipsia, Erfurt e la Germania meridionale a Norimberga, Ingolstadt e Monaco. Attraversando il confine con l'Austria, proseguirà attraverso il land del Tirolo lungo Kufstein, Wörgl e il capoluogo Innsbruck. Entrerà in Trentino-Alto Adige, passando per Fortezza e Bolzano, attraverserà l'Italia nord-orientale via Verona e Bologna, proseguendo nell'Italia centrale a Firenze e Roma, e raggiungerà l'Italia meridionale a Napoli; infine traghetterà su Messina, raggiungendo Palermo in Sicilia.

### Germania

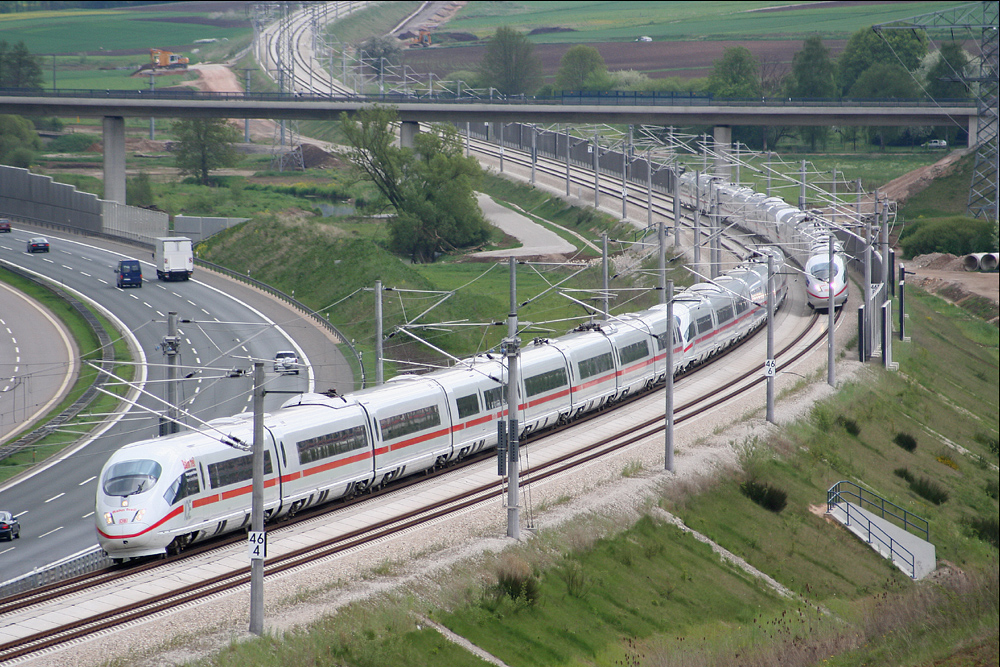
Due treni ICE 3 che circolano sulla linea ferroviaria ad alta velocità Norimberga-Monaco, paralleli al Bundesautobahn 9 vicino Greding

Il corridoio inizia alla stazione di Berlino Centrale inaugurata nel 2006, e corre attraverso la ricostruita ferrovia di Anhalt (fino a Bitterfeld) e la ferrovia Dessau-Lipsia fino alla stazione di Lipsia Centrale. La linea proseguirà fino alla stazione di Erfurt Centrale sulla ferrovia ad alta velocità Erfurt-Lipsia / Halle, inaugurata nel dicembre 2015. Allo stesso modo, nel dicembre 2017 è stato aperto il proseguimento meridionale di questo percorso lungo la ferrovia ad alta velocità Norimberga-Erfurt.
Nel frattempo, il servizio viene fornito inclinando i treni ICE T che percorrono tratti della ferrovia Lipsia-Großkorbetha, della ferrovia della Turingia e della tortuosa ferrovia Saal attraverso la stazione di Jena Paradies, bypassando Erfurt nel suo percorso da Lipsia alla stazione di Norimberga Centrale. Dalla stazione di Saalfeld attraversano il crinale di Rennsteig della Frankenwals lungo la ferrovia Lipsia-Probstzella e la ferrovia della foresta francone e proseguono attraverso la ferrovia Bamberg-Hof (da Hochstadt - Marktzeuln ) e la ferrovia Norimberga-Bamberg.
Più a sud, il corridoio corre attraverso la linea ferroviaria ad alta velocità Norimberga-Monaco aperta nel 2006 fino alla stazione di Monaco di Baviera passando per la stazione di Ingolstadt. La sezione successiva della ferrovia Monaco-Rosenheim è già stata potenziata a quattro binari fino alla stazione di Grafing al fine di separare la linea principale e il traffico suburbano. Infine la ferrovia Rosenheim - Kufstein corre fino al confine austriaco e alla stazione di Kufstein.

### Austria

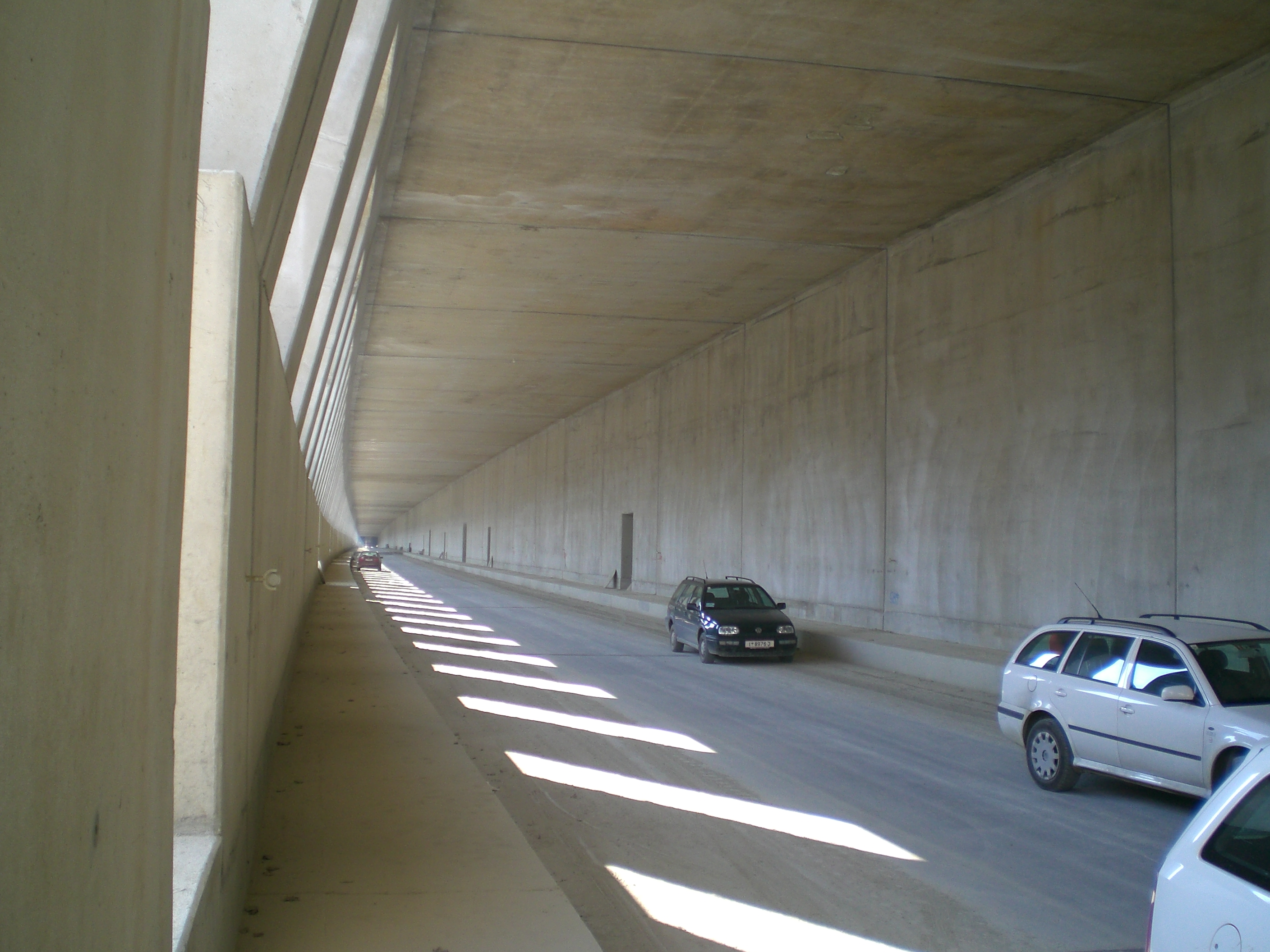
Involucro in calcestruzzo per la nuova ferrovia della valle dell'Inn

Il cuore del tratto austriaco è la nuova ferrovia della Bassa Inntal che attraversa la regione tirolese dell'Unterland. In particolare, la tratta tra Wörgl e Baumkirchen è la linea più congestionata dell'intera rete TEN, risultante dal traffico nazionale austriaco est-ovest e dal traffico internazionale nord-sud che condividono la stessa linea. La sezione più grande da Kundl a Baumkirchen è già completata e operativa da dicembre 2012. La sezione più breve tra Kundl e Kufstein (o Brannenburg in Baviera), inclusa una linea tangenziale di Wörgl, è in fase di progettazione. I treni della sezione austriaca potranno viaggiare fino a 250 chilometri all'ora (160 mph).
Al nodo ferroviario di Baumkirchen, nuove curve ad alta velocità si collegano con la tangenziale di Innsbruck compreso il tunnel della valle dell'Inn (in tedesco: Inntaltunnel), già utilizzato dai treni merci, ma deve ancora essere aggiornato per i passeggeri e collegato con l'attuale linea ferroviaria Kufstein-Innsbruck per i treni che fanno scalo a Innsbruck Hauptbahnhof. Il tunnel si collegherà direttamente con il futuro tunnel del Brennero aggirando l'attuale ferrovia del Brennero attraverso lo spartiacque alpino fino all'accesso meridionale a Fortezza nella provincia di Bolzano. La costruzione del traforo principale sul lato austriaco è iniziata il 19 marzo 2015. Le gallerie combinate nella Valle dell'Inn e nella base del Brennero costituiranno la galleria ferroviaria più lunga del mondo (62,8 chilometri (39,0 mi) ).

### Italia

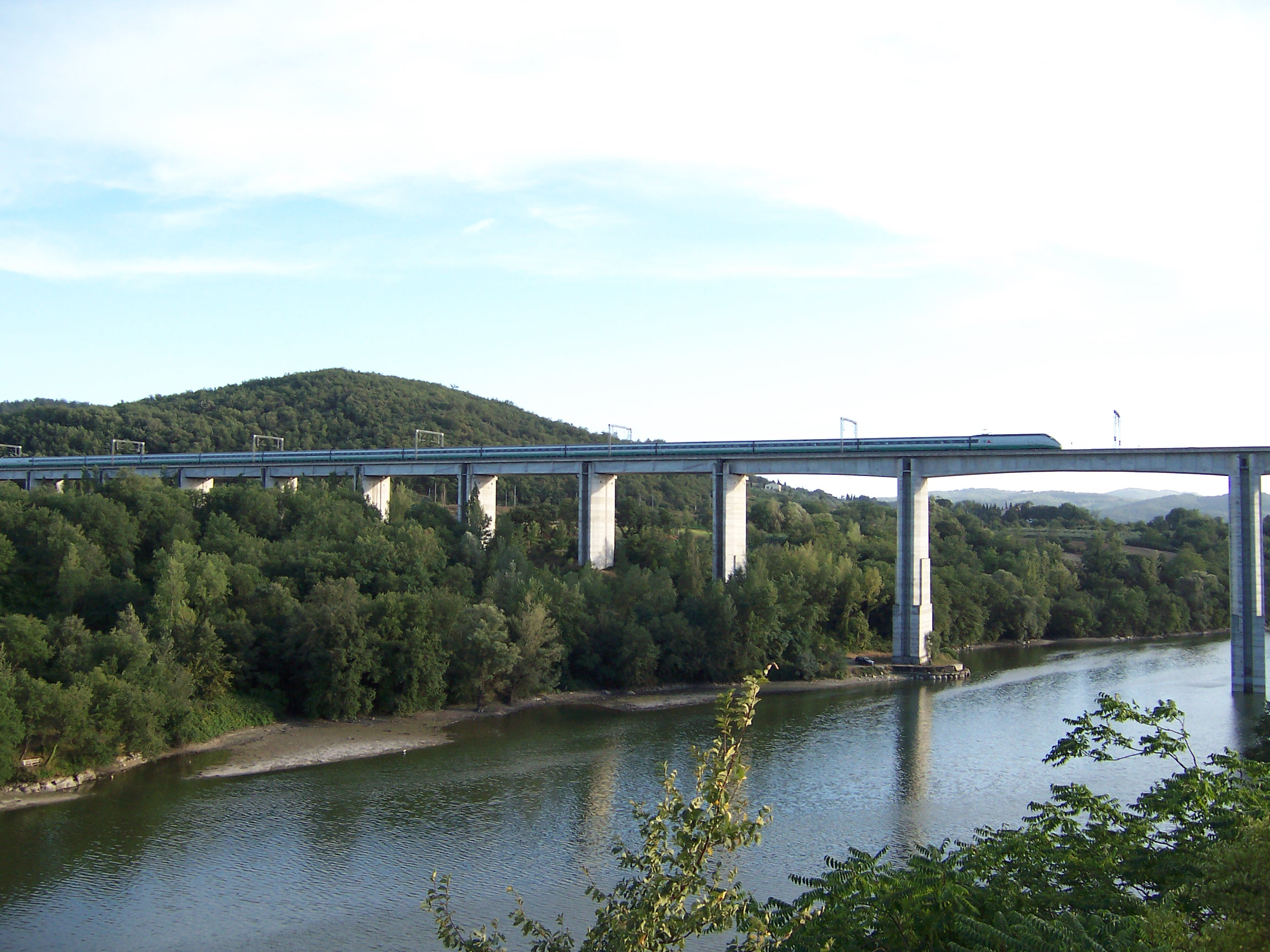
Linea ad alta velocità Firenze-Roma nei pressi di Arezzo

Dall'accesso meridionale della Galleria di Base del Brennero alla Franzensfeste, è previsto un potenziamento di 189 km (117 mi) lungo la tratta ferroviaria del Brennero fino a Verona Porta Nuova, bypassando Bressanone e Bolzano/Bozen.
Nel corso di diversi progetti ferroviari ad alta velocità, in Italia sono state realizzate o notevolmente migliorate le seguenti linee:
- Nel 2009 sono stati completati i lavori di raddoppio della linea Verona-Bologna e il potenziamento per 200 chilometri all'ora (120 mph) di velocità, comprese le diverse diramazioni.
- La linea ad alta velocità Milano-Bologna (215 km) è stata inaugurata il 13 dicembre 2008.
- La linea ad alta velocità Bologna-Firenze (78 km) è stata inaugurata il 13 dicembre 2009.
- La linea ad alta velocità Firenze-Roma (254 km) è stata completata il 26 maggio 1992.
- La linea ad alta velocità Roma-Napoli è stata aperta parzialmente il 19 dicembre 2005 e completamente il 13 dicembre 2009.
- La linea ad alta velocità Napoli-Salerno è stata aperta nel giugno 2008.

Negli ultimi decenni è stato più volte proposto un ponte sullo stretto di Messina per la Sicilia. Nel 2003 il secondo governo Berlusconi ha annunciato la costruzione di un ponte ferroviario/stradale combinato con una lunghezza di 3,3 km. Il progetto è stato interrotto con delibera della Camera dei Deputati nell'ottobre 2006, ripreso alla rielezione di Berlusconi nel 2008 e nuovamente interrotto nel marzo 2013. Il governo Meloni ha riattivato l'iter per la realizzazione del ponte con l'emanazione del decreto-legge 31 marzo 2023, n. 35. Sulla terraferma, è stato anche proposto un potenziamento dei 400 km della linea Salerno - Reggio Calabria per aumentarne la velocità e la capacità. In Sicilia le linee ferroviarie Messina - Catania e Catania - Palermo Centrale sono in fase di potenziamento mediante raddoppio e velocizzazione.

## Coordinatori dell'UE
Il 20 luglio 2005, l'Unione europea ha nominato i coordinatori dei cinque principali progetti di trasporto ferroviario transeuropeo per accelerare la realizzazione di questi progetti. Ha incaricato il belga Karel Van Miert di coordinare il corridoio ferroviario Berlino-Palermo. Alla sua morte nel giugno 2009 è stato sostituito dall'irlandese Pat Cox.